# Flavona (composto químico)
Flavona é o composto químico 2-fenil-1-benzopiran-4-ona. Esta é a molécula base das flavonas, um subgrupo dos flavonoides.